# Adel Younes
Adel Younes (en arabe : عادل يونس) est un footballeur international algérien né le 11 mai 1978 à Skikda. Il évoluait au poste de milieu de terrain.

## Biographie

### En clubs
Il évolue en première division algérienne avec les clubs, du MSP Batna, du WA Tlemcen, de l'USM Annaba, de l'ES Sétif et de l'US Biskra. Il dispute 126 matchs en inscrivant trois buts en Ligue 1.

### En équipe nationale
Adel Younes reçoit une seule sélection en équipe d'Algérie en 2003. Il joue son seul match le 24 septembre 2003, contre le Gabon (nul 2-2).

## Palmarès
MSP Batna
- Championnat d'Algérie D2 :
  - Vice-champion : 2007-08.